# Waterloo (London Underground)

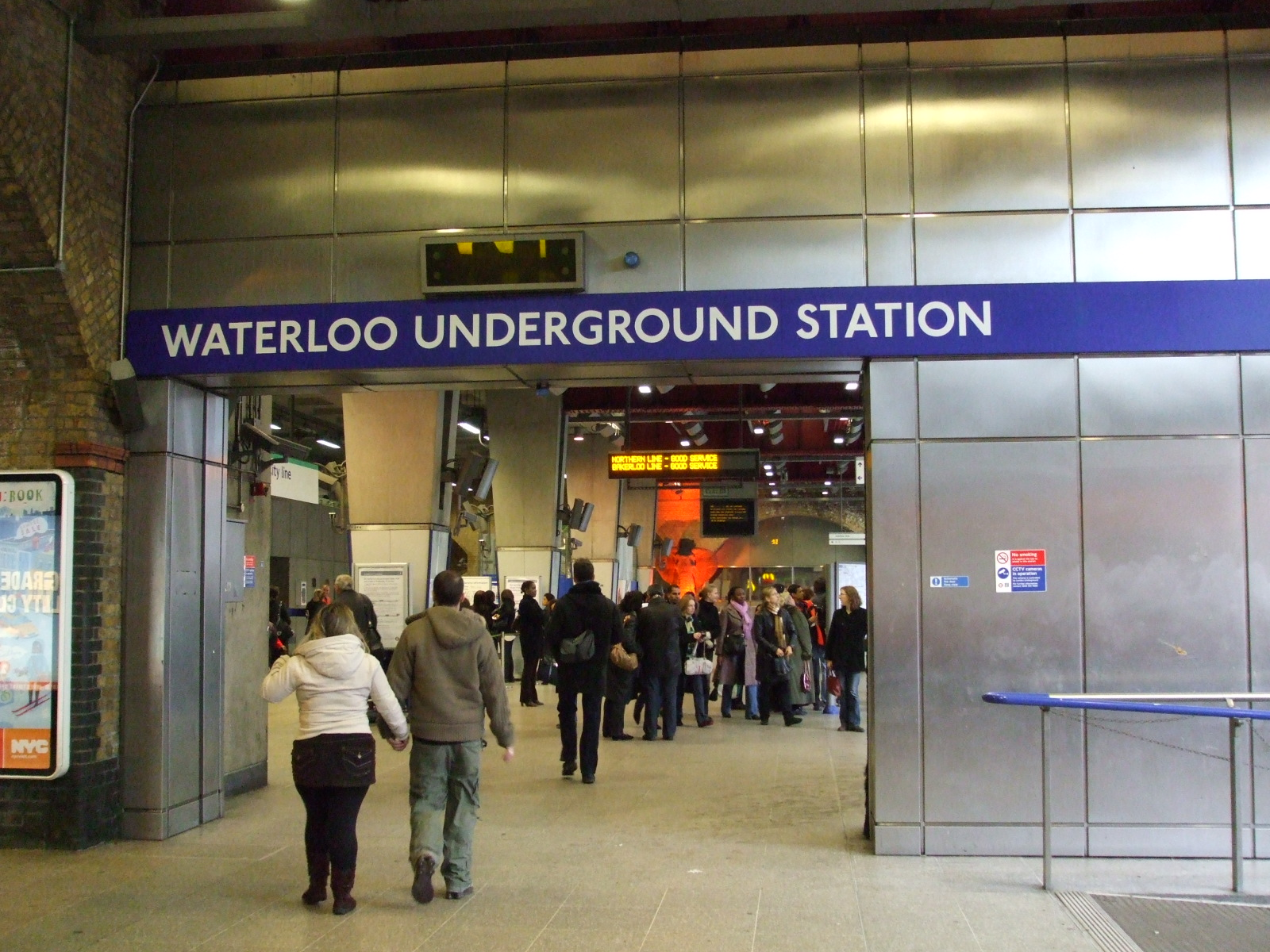
Eingang zur Station

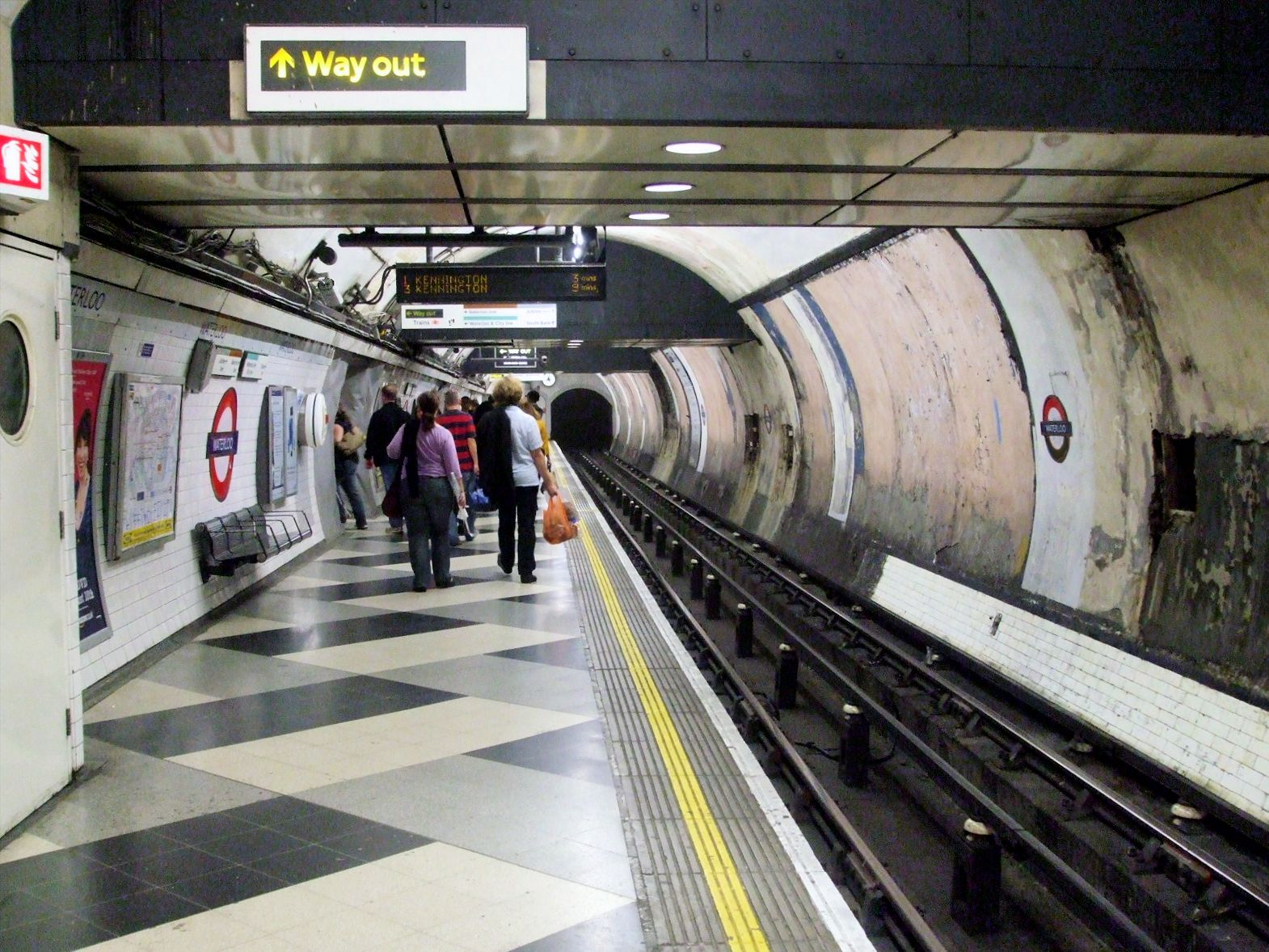
Bahnsteig der Northern Line

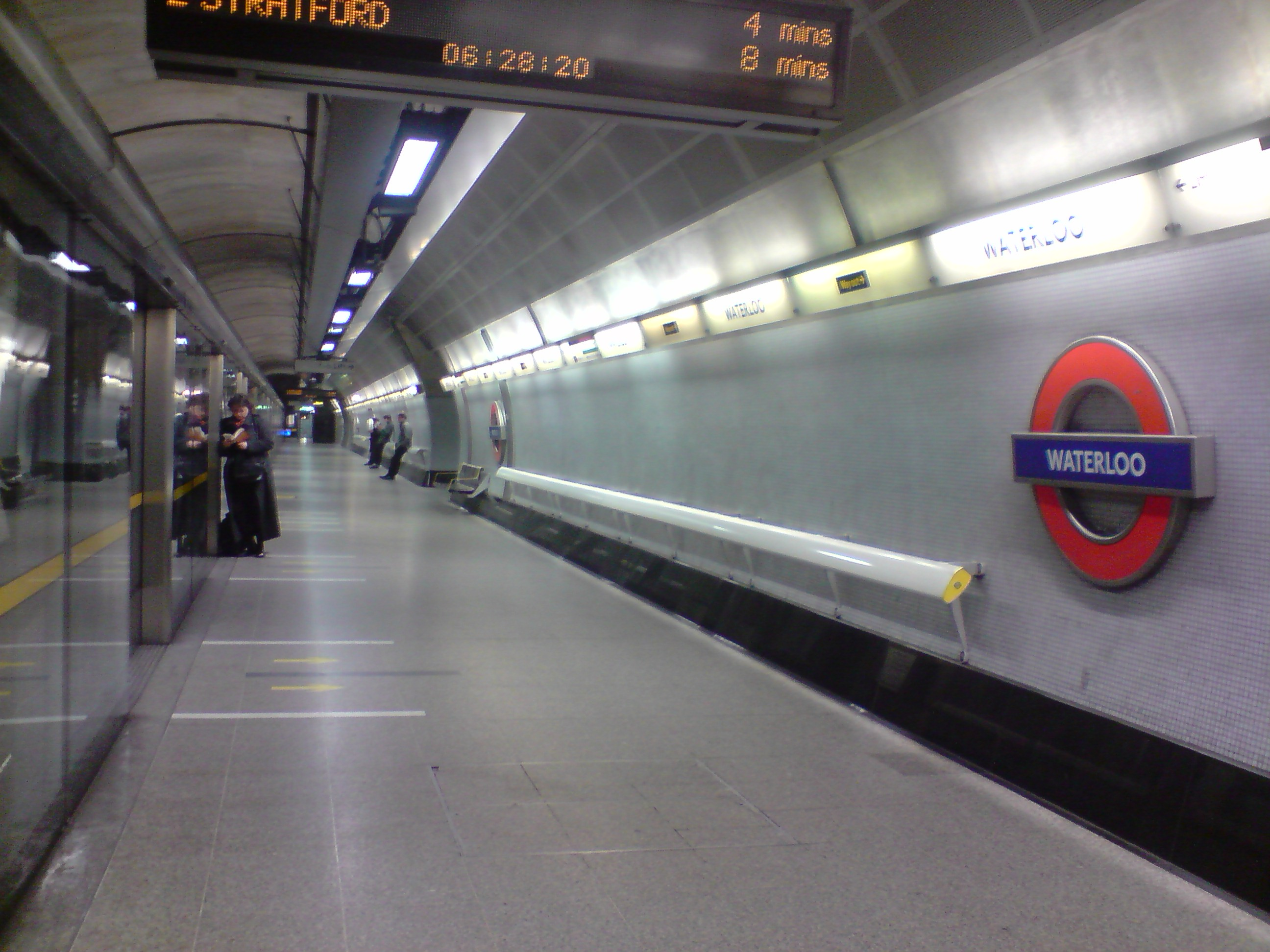
Bahnsteig der Jubilee Line

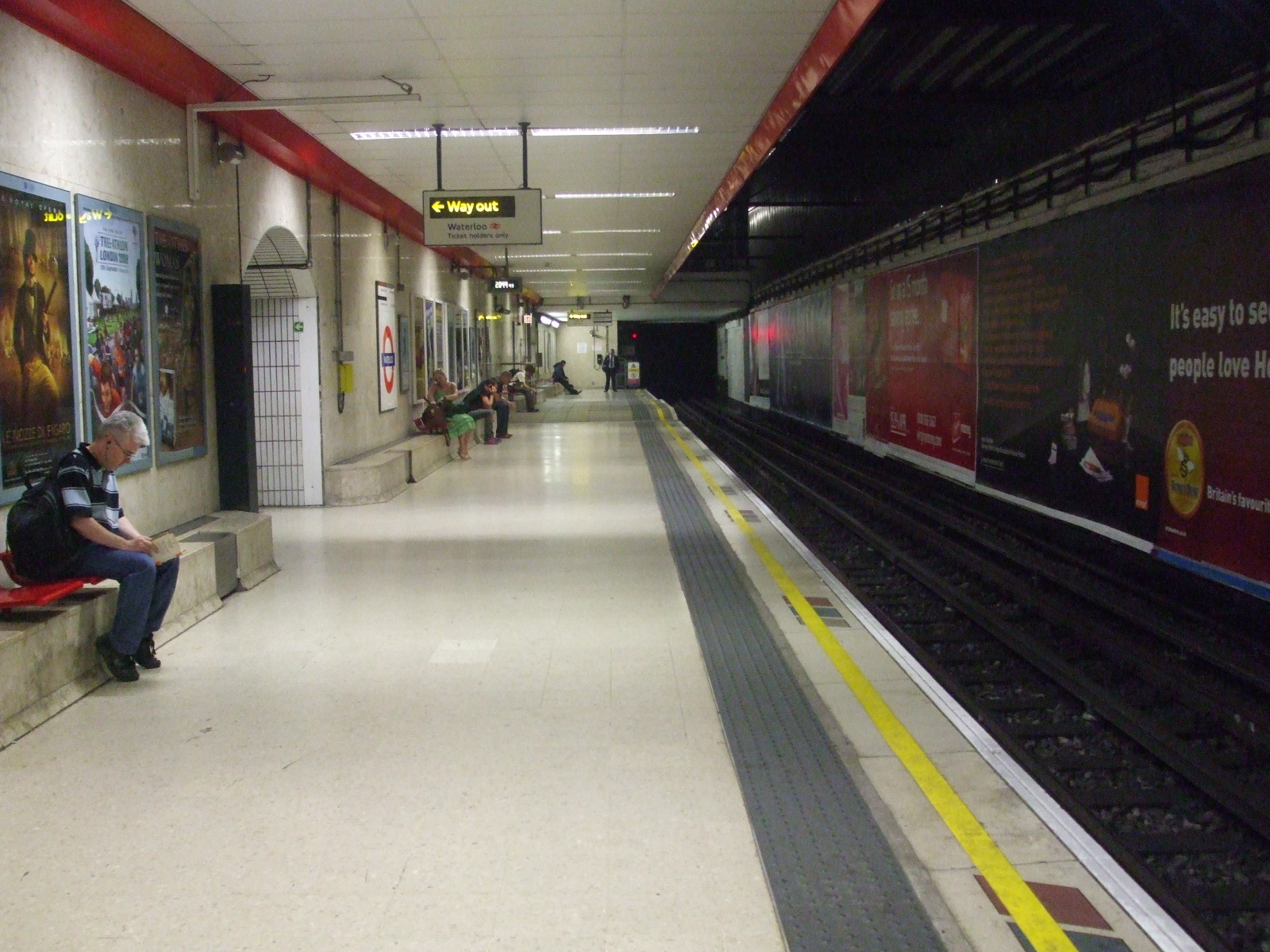
Bahnsteig der Waterloo & City Line

Waterloo ist eine unterirdische Station der London Underground im Stadtbezirk London Borough of Lambeth. Sie befindet sich unter dem Bahnhof Waterloo in der Travelcard-Tarifzone 1 und ist Kreuzungspunkt der vier folgenden Linien: Northern Line, Bakerloo Line, Jubilee Line sowie Waterloo & City Line. Im Jahr 2014 nutzten 91,49 Millionen Fahrgäste die Station, womit sie die Station mit den drittmeisten Fahrgästen war.

## Geschichte
Die erste unterirdische Station in Waterloo wurde am 8. August 1898 durch die Waterloo & City Railway (W&CR, heutige Waterloo & City Line) eröffnet, einer Tochtergesellschaft der London and South Western Railway (L&SWR), in deren Besitz der darüber liegende Hauptbahnhof war. Die nach Bank führende W&CR, scherzhaft als The Drain („Abflussrohr“) bezeichnet, war als Ersatz für die ursprünglichen Pläne der L&SWR entstanden. Die Gesellschaft hatte geplant, ihre Hauptstrecke bis in die City of London zu führen, was ihr jedoch 1846 verweigert worden war.
Am 10. März 1906 eröffnete die Baker Street and Waterloo Railway (BS&WR, heutige Bakerloo Line) ihre Stammstrecke. Am 13. September 1926 wurde die Verlängerung der Hampstead & Highgate Line (wie die Charing-Cross-Zweigstrecke der Northern Line damals hieß) zwischen Embankment und Kennington in Betrieb genommen.
Als Tochtergesellschaft der L&SWR bzw. deren Nachfolgerin Southern Railway gehörte die W&CR nicht zum Netz von London Underground. Nach der Verstaatlichung der Eisenbahngesellschaften im Jahr 1948 ging diese Strecke in den Besitz von British Railways (später British Rail) über. Von Ende Mai bis Mitte Juli 1993 war dieser Teil der Station geschlossen, um das Stromsystem dieser Strecke an jenes der übrigen U-Bahn-Linien anzupassen. Am 1. April 1994 ging die Strecke in den Besitz von London Underground über, fünf Tage später erfolgte die Wiedereröffnung der Strecke nach Bank.
Die Station der Jubilee Line wurde am 24. September 1999 eröffnet, als Teil der Verlängerung in die Docklands und nach Stratford. Waterloo war vorübergehend die westliche Endstation dieser Linie, bis zur Inbetriebnahme des letzten verbleibenden Abschnitts nach Green Park am 20. November 1999. Die Bahnsteige der Jubilee Line verfügen über Bahnsteigtüren und sind über einen 140 Meter langen Fahrsteig mit dem älteren Teil der Station verbunden.